# アイドリング!!! 4th LIVE 何かが起こる予感が…ング!!!
『アイドリング!!! 4th LIVE 何かが起こる予感が…ング!!! 2009.01.18 at NAKANO SUNPLAZA』（アイドリング フォースライブ なにかがおこるよかんが…ング）は、アイドリング!!!のライブDVD。発売元:ポニーキャニオン。

## 概要
- 2009年1月18日に行われた、アイドリング!!!4thライブのDVD。
- このライブをもって、2号・小泉瑠美は卒業となった。
- 特典映像として、「卒業の挨拶 昼公演編」と「モテ期のうた」を収録。

## 収録曲
1. リハーサルドキュメント（1/3〜1/17）
2. ライブ当日ドキュメント
3. OPENING
4. 「職業:アイドル。」
5. モテ期のうた 〜season2〜
6. 告白
7. 果汁30%オレンジジュースつぶつぶ入り
8. 台場の恋の物語
9. Stay with me
10. 遥かなるバージンロード
11. 犯人はあなたです♡
12. ベタな失恋〜渋谷に降る雪〜
13. 百花繚乱アイドリング!!!
14. トキメキDREAMィング!!!
15. ガンバレ乙女（笑）
16. キミがスキ
17. レモンドロップ
18. friend
19. NA・GA・RA
20. 小泉瑠美 卒業の挨拶
21. 想いの詩
22. 恋ゴコロ
23. 小泉瑠美 卒業セレモニー
24. Snow celebration

### 特典映像
- 卒業の挨拶 昼公演編
- モテ期のうた